# Université de Nouakchott Al Aasriya
L'université de Nouakchott, est une université publique de la Mauritanie située sur la côte nord-ouest du continent Africain.

## Historique
Créée le 16 septembre 1981 (ordonnance no 81.208), l'université de Nouakchott était initialement constituée de deux entités (la faculté des lettres et sciences humaines et la faculté des sciences juridiques et économiques).
La dernière faculté créée est celle de médecine en 2006.
La mise en place du schéma LMD (Licence - Master - Doctorat) a débuté à la rentrée universitaire 2008-2009.

## Missions
L'université de Nouakchott a pour mission : 
- L’appui aux formations fondamentales à partir de Licence par le rehaussement de leur niveau scientifique et l’amélioration de leurs performances pédagogiques ;
- Le renforcement de la recherche scientifique et la redynamisation de sa pratique sachant que le master constitue une base indispensable à l’éclosion et au développement de la vie scientifique à l’université ;
- La contribution à la restructuration de la recherche scientifique à l’université en vue de préparer la mise en place d’écoles doctorales dans les années à venir ;
- La formation de chercheurs et de cadres supérieurs d’une compétence scientifique certaine et d’un niveau de connaissance remarquable à même se répondre aux besoins du marché national et renforcer les personnels enseignants à l’université ;
- La contribution permanente à l’animation de la vie culturelle et scientifique à l’université et la polarisation des activités socioculturelles organisées au sein de l’université.

Ces missions s'inscrivent dans un objectif de développement économique et social de la Mauritanie.

## Organisation
L'université de Nouakchott est composée de quatre facultés, d'un institut, d'un centre et de plusieurs laboratoires de recherche : 

### Facultés
- Faculté des lettres et sciences humaines (FLSH)
- Faculté des sciences juridiques et économiques (FSJE)
- Faculté des sciences et techniques (FST)
- Faculté de médecine (FM)

### Institut
- Institut universitaire professionnel (IUP)

### Centre
- Centre de renforcement pour l’enseignement des langues vivantes (CREL)

### Laboratoires d'études et de recherche
- Laboratoire d’études et de recherches historiques (LERH)
- Centre d’études et de recherches de la faculté des lettres et sciences humaines (CER)
- Centre des études et recherches juridiques et économiques (CERJE)
- Centre de recherche appliquée aux énergies renouvelables (CRAER)

## Relations internationales
L'université de Nouakchott s'efforce de développer un réseau de coopération internationale avec des universités étrangères, comme avec l'UQAM.

## Enseignants notoires
- Mohamed Mahmoud Mohamed Salah, juriste mauritanien, depuis 1989.

### À la faculté de médecine
- 2005-2007 : Jacques Gonzalès professeur français pour l'enseignement de l'embryologie, doyen de cette faculté de 2006 à 2007